# Bandette
Bandette é uma série de webcomics publicada originalmente através do site da editora MonkeyBrain Books. Cada edição é escrita por Paul Tobin e ilustrada por Colleen Coover, mostrando as aventuras da personagem título, uma ladra que, apesar dos trajes espalhafatosos, sempre consegue escapar da polícia.
As primeiras cinco edição foram reunidas num volume impresso encadernado publicado pela Dark Horse Comics em 2013 - ano em que a série receberia duas indicações ao Eisner Awards, nas categorias "Melhor Nova Série" e "Melhor História em Quadrinhos Digital". Por seu trabalho na série, Coover receberia duas indicações no mesmo ano, às categorias de "Melhor Desenhista" e de "Melhor Colorista".
Em 2015, Coover seria indicada à categoria de "Melhor Artista Multimídia" e a série receberia novas indicações ao Eisner em duas categorias: uma indicação à categoria "Melhor Série" e uma segunda indicação à categoria "Melhor História em Quadrinhos Digital".